# دریاچه بالاتون
دریاچه بالاتون (به مجاری: Balaton) یک دریاچه آب شیرین و بزرگترین دریاچه اروپای مرکزی است که در منطقه ترنسدانوبیای مجارستان قرار دارد و یکی از بهترین مکان‌های توریستی است. رود زالا بزرگترین جریان آب به این دریاچه را فراهم می‌کند.

## نگارخانه

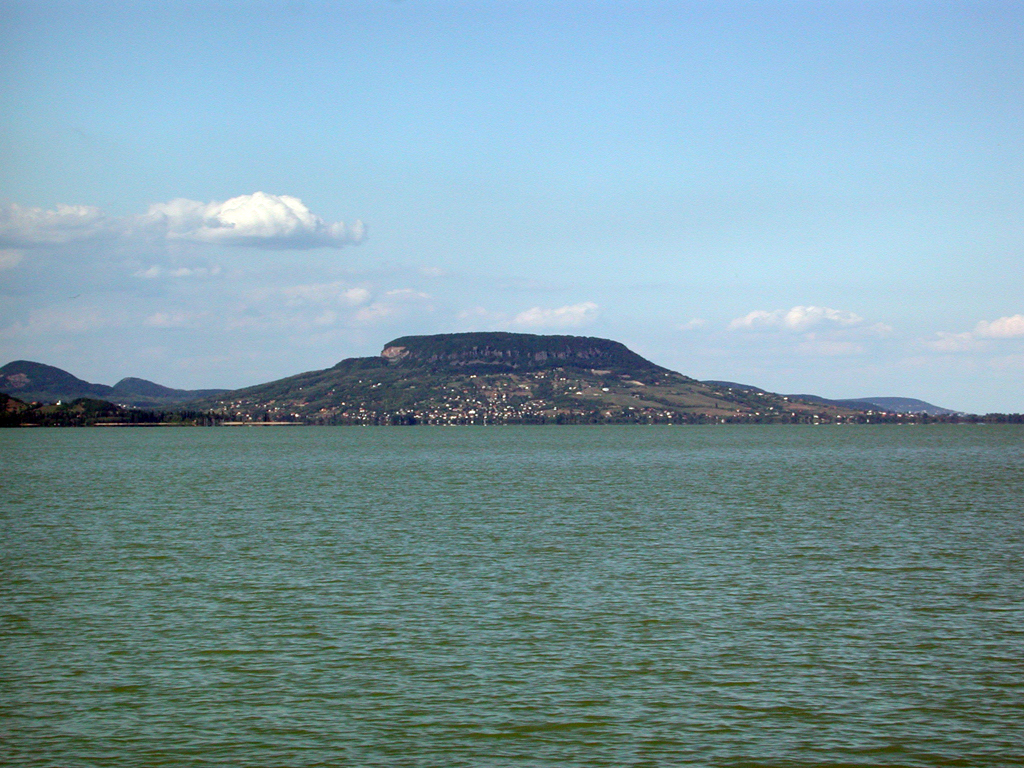
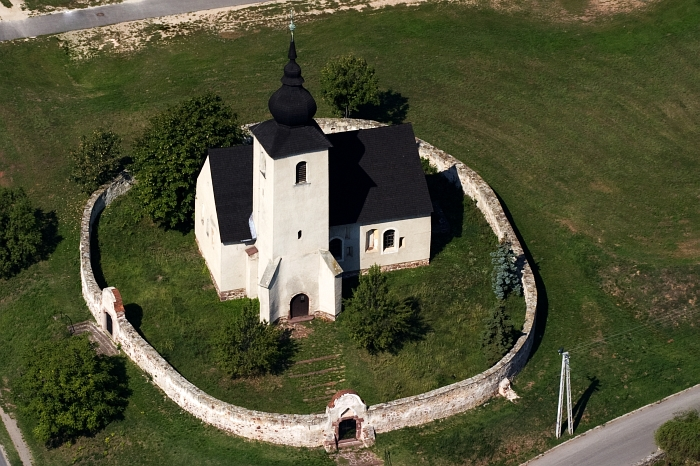
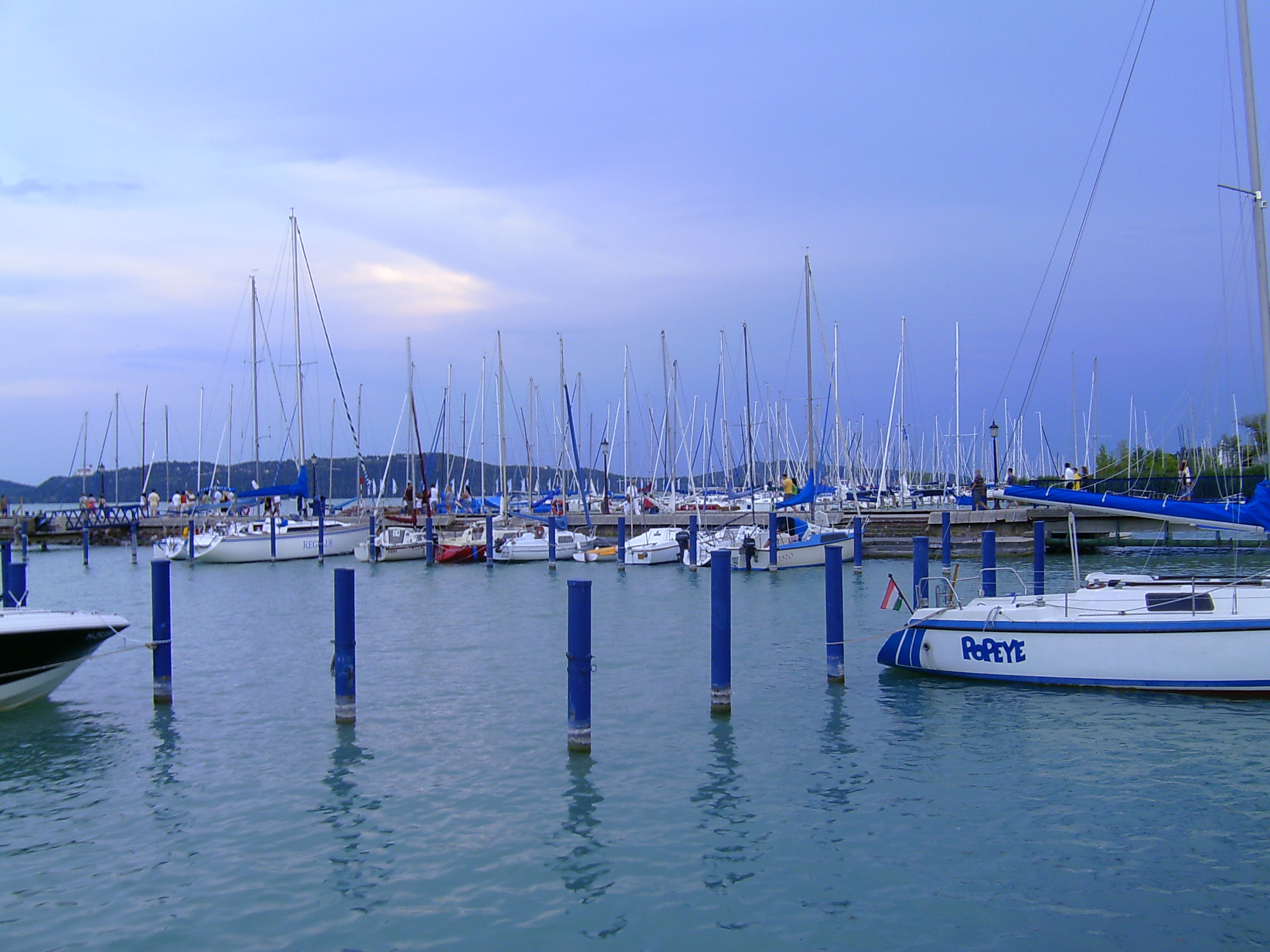
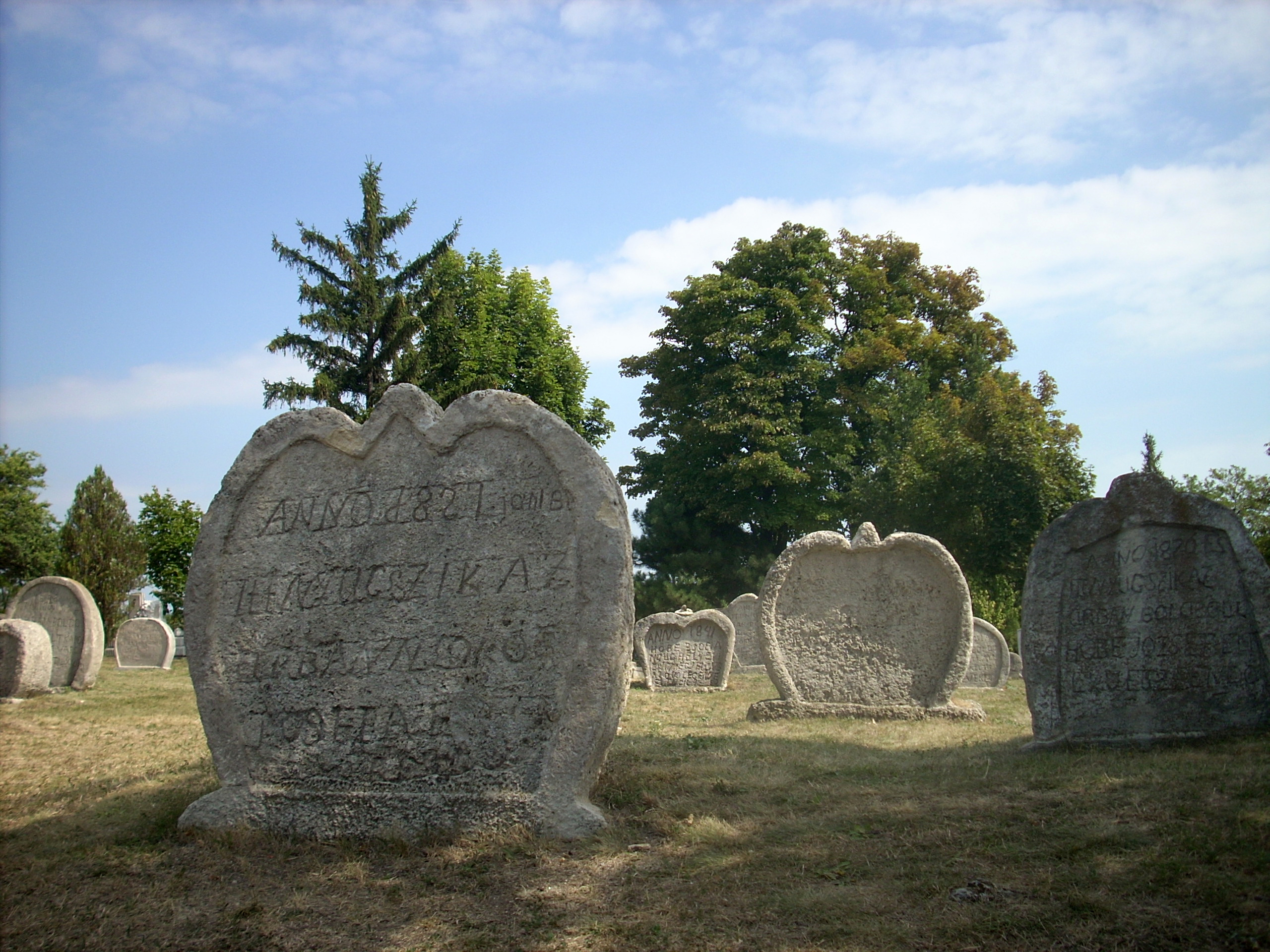
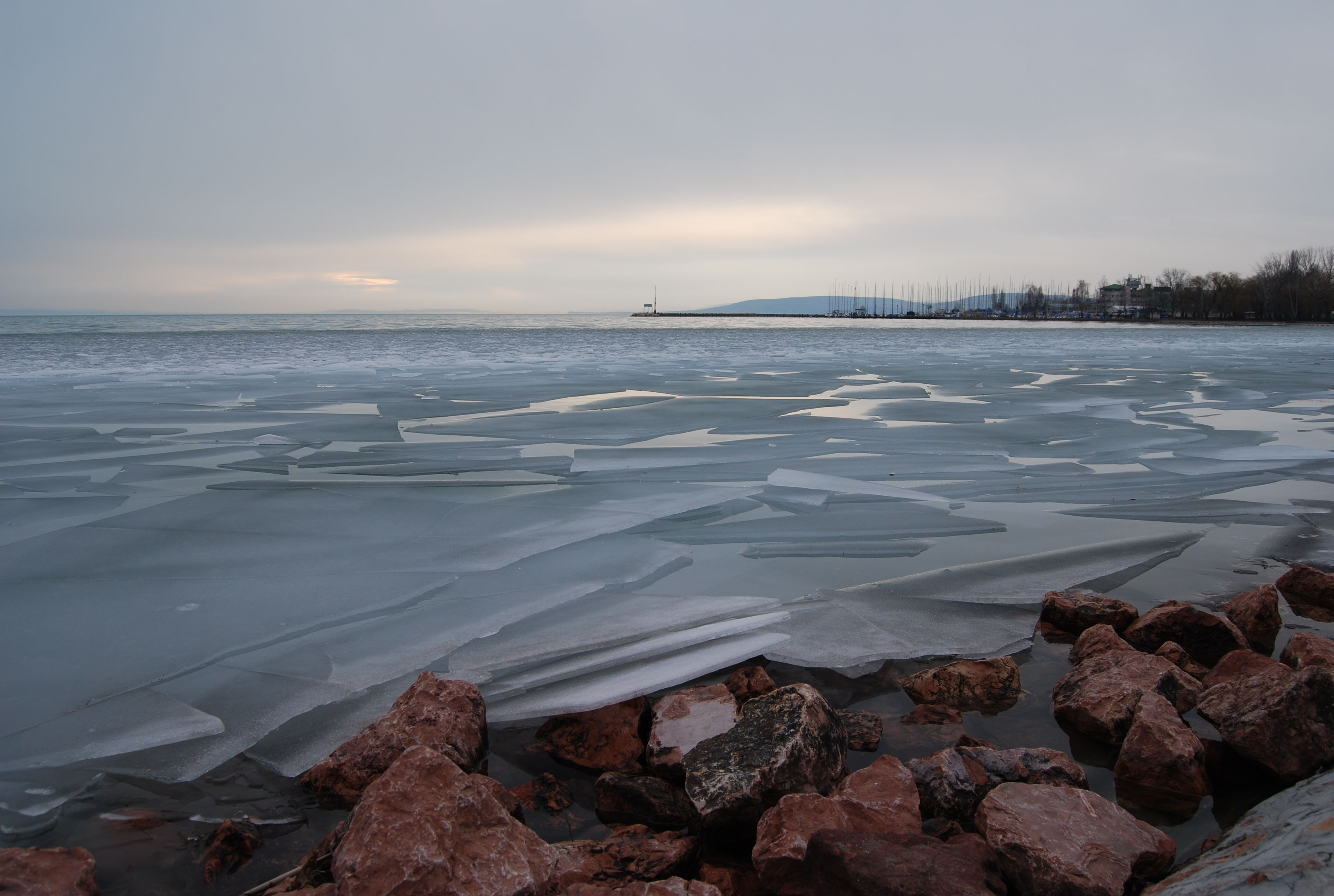
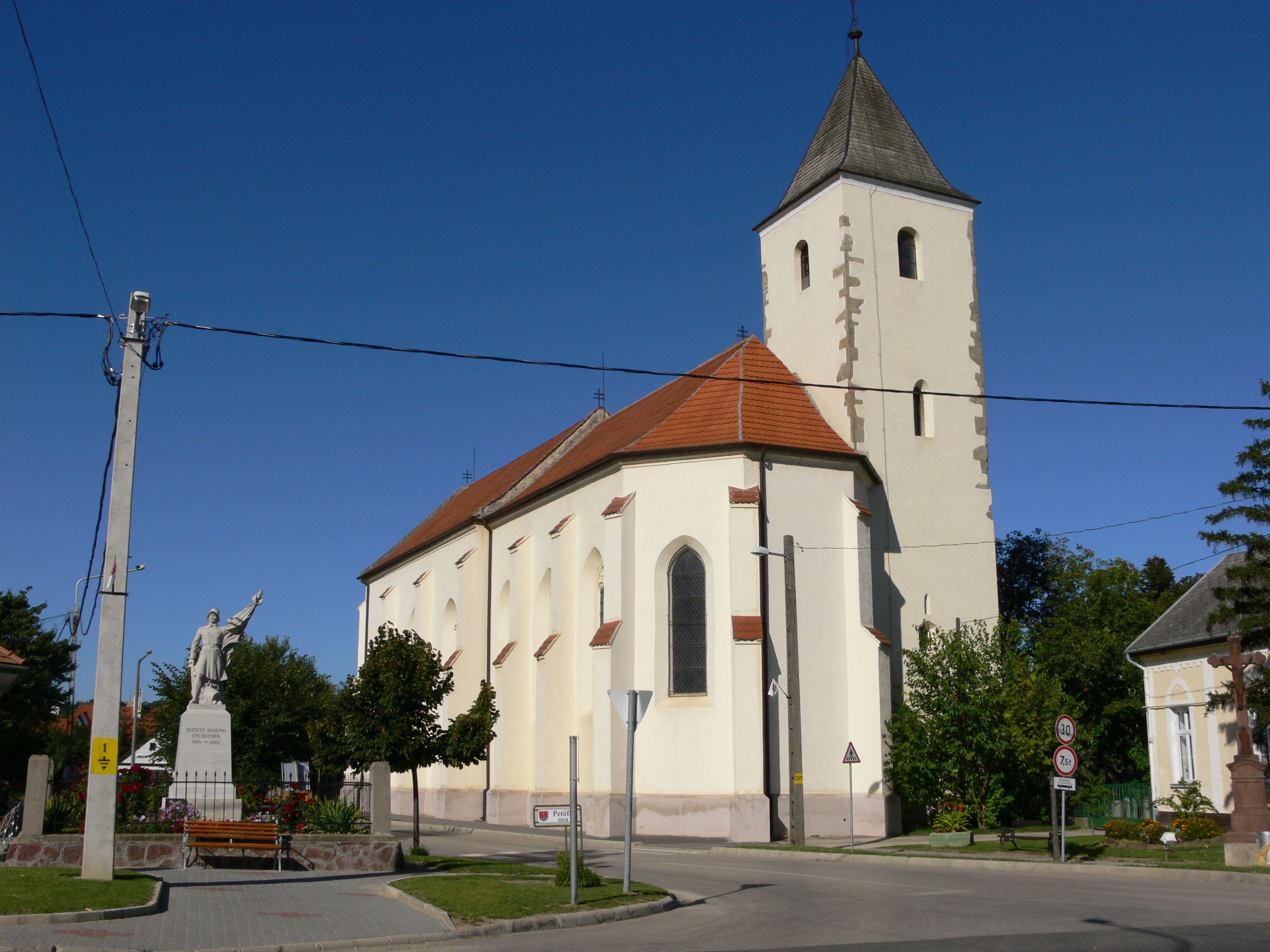
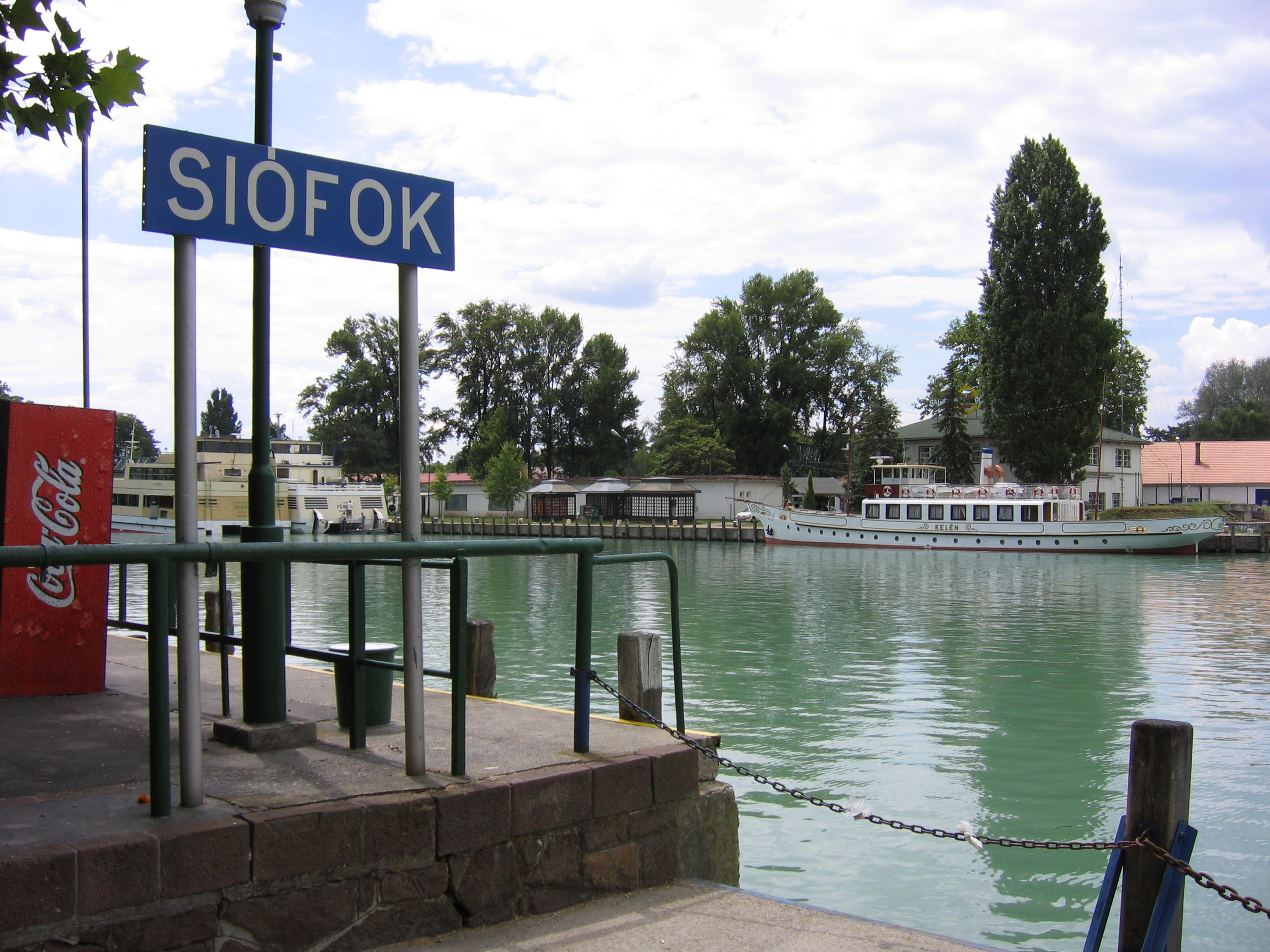
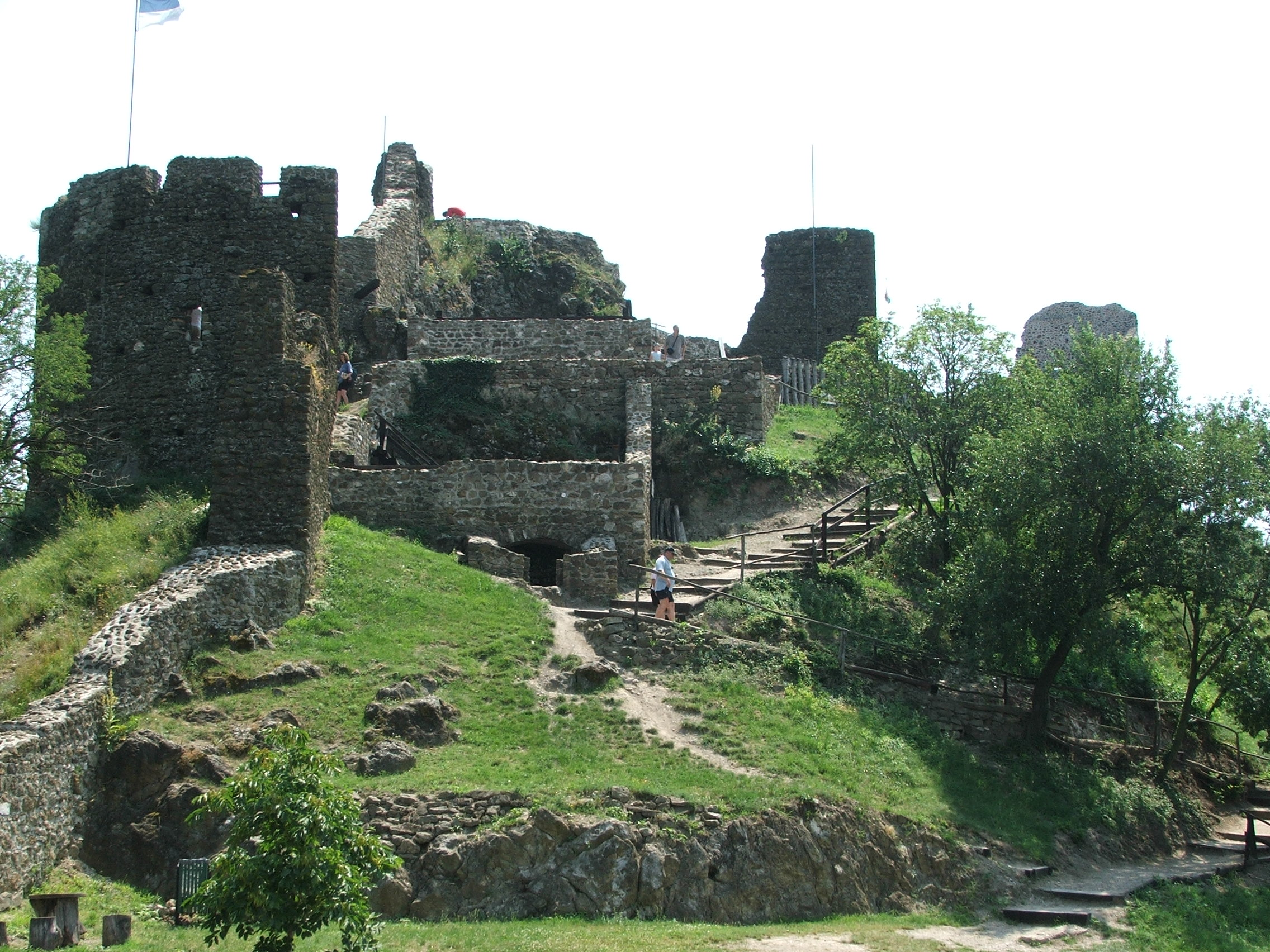
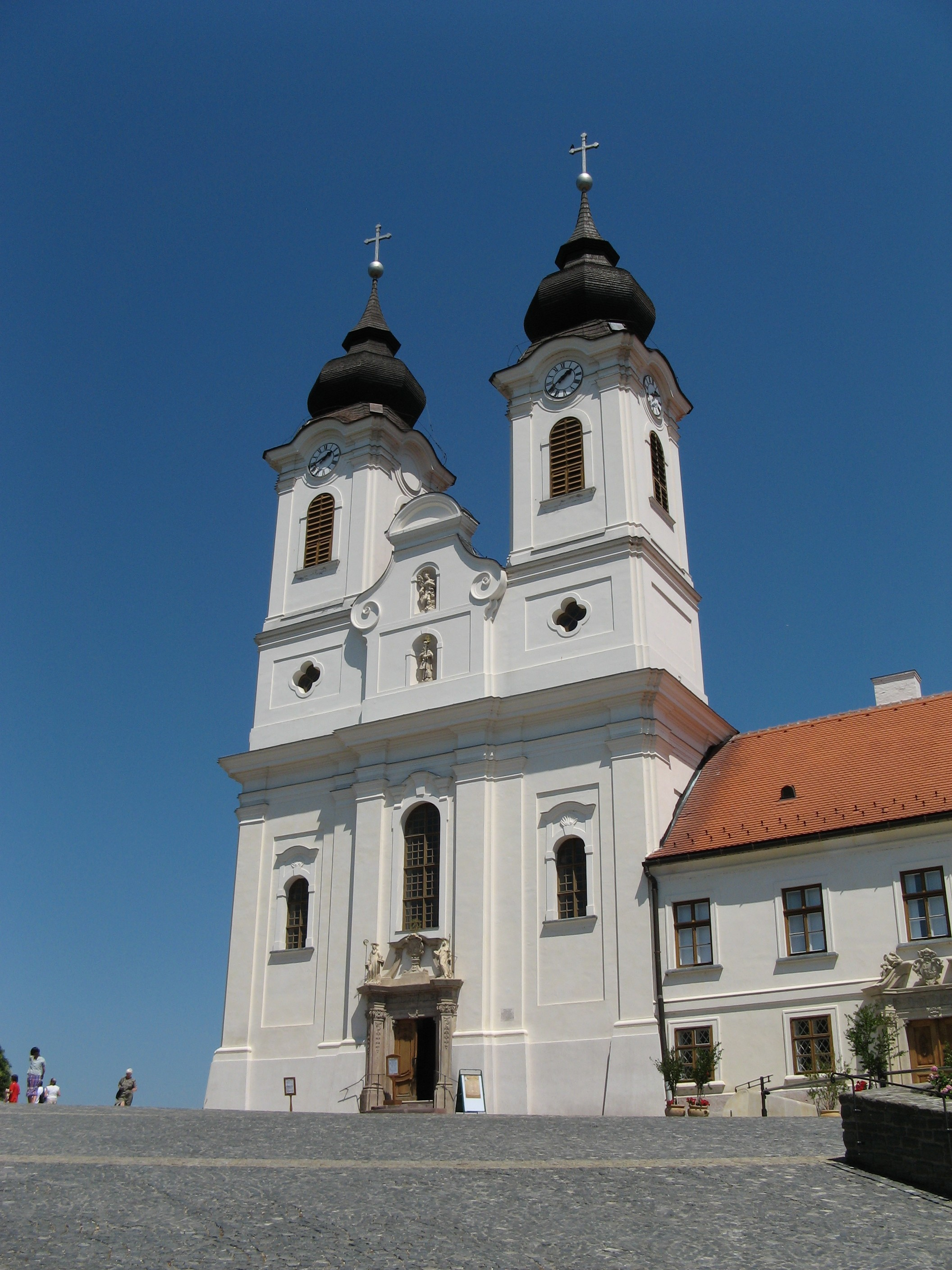
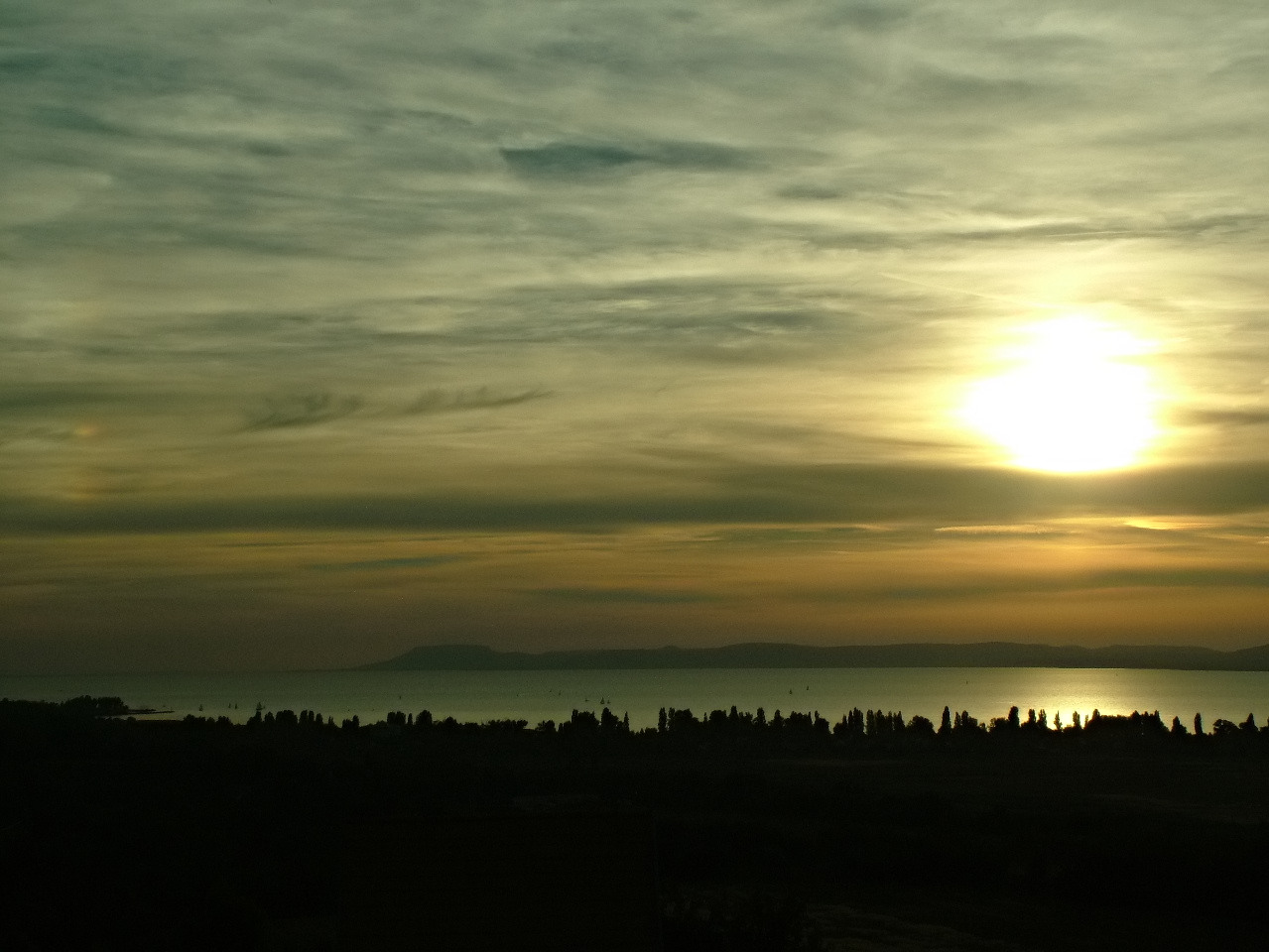